# Cynan ap Iago
Cynan ap Iago (c. 1014[cita requerida] c. 1063) fue un príncipe galés perteneciente a la Casa de Aberffraw en ocasiones reconocido como rey de Reino de Gwynedd. Su padre, Iago ab Idwal ap Meurig, había sido rey antes que él y su hijo, Gruffudd, fue rey después.
Iago fue rey de Gwynedd entre 1023 y 1039 pero fue asesinado (posiblemente por sus propios hombres) cuando Cynan aún era muy joven. El trono fue ocupado por Gruffydd ap Llywelyn, miembro de una rama menor de la dinastía. Cynan huyó a Irlanda y se refugió en Dublín. Se casó con Ragnhilda, hija del rey Olaf Sigtryggsson y nieta del rey Sigtrygg Silkbeard. Ragnhilda aparecía en la lista de "Hermosas mujeres de Irlanda" en el Libro de Leinster y era descendiente así mismo de Brian Boru.
Cynan pudo haber muerto poco después del nacimiento de su hijo Gruffudd, ya que la Historia de Gruffydd ap Cynan escrita en el siglo XIII detalla la ascendencia de Cynan, pero no le menciona durante el relato de la juventud de Gruffudd. En cambio, es la madre de Gruffudd la que habla con él acerca del patrimonio de su padre que debería reclamar al otro lado del mar. Después de dos grandes incursiones sajonas dirigidas por Harold y Tostig Godwinson, Gruffydd ap Llywelyn es asesinado en 1063: el relato posterior de Brut y Tywysogion nos cuenta que fue asesinado por sus propios hombres, mientras que la Anales del Ulster afirmaba que fue asesinado por Cynan ab Iago. Esto concuerda con posteriores informaciones de Gwynedd que llaman rey a Cynan o, alternativamente, puede haber sido simplemente un título honorario. Si Cynan gobernó, fue muy brevemente, ya que Bleddyn ap Cynfyn fue instalado por los Sajones el mismo año.

## Descendencia
- Gruffudd